# Dave Cowens

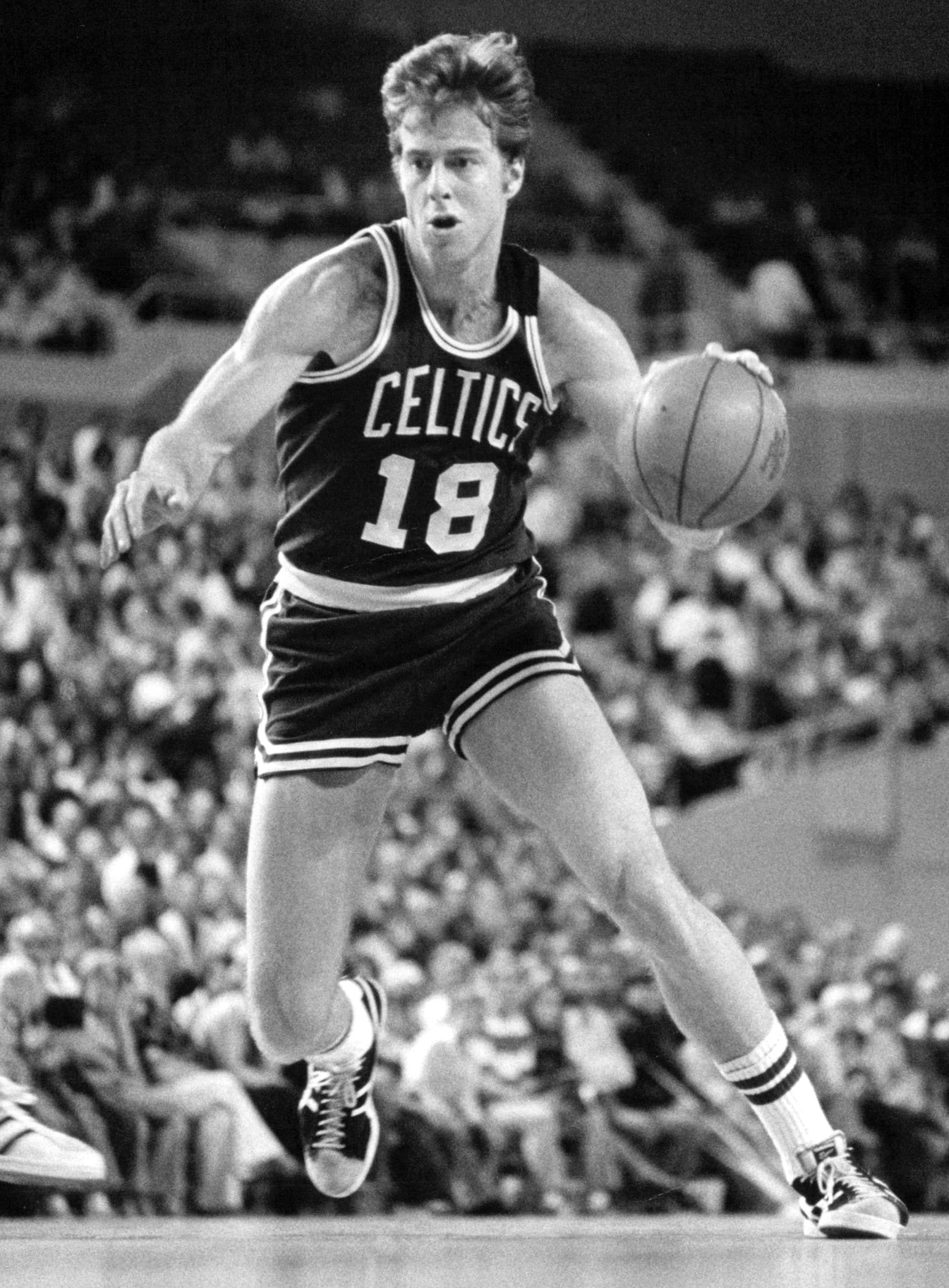
Dave Cowens 1976.

David William "Dave" Cowens, född 25 oktober 1948 i Newport i Kentucky, är en amerikansk före detta basketspelare och baskettränare. Han spelade som center och ibland som power forward. 1971 utsågs han till NBA:s Rookie of the Year (delat med Geoff Petrie) och 1973 fick han priset som NBA:s mest värdefulla spelare. Han blev NBA-mästare två gånger med Boston Celtics, 1974 och 1976. 1991 valdes han in i Naismith Memorial Basketball Hall of Fame.

## Lag
Som spelare
- Boston Celtics (1970–1980)
- Milwaukee Bucks (1982–1983)

Som tränare
- Boston Celtics (1978–1979)
- San Antonio Spurs (assisterande, 1994–1996)
- Charlotte Hornets (1996–1999)
- Golden State Warriors (2000–2002)
- Chicago Sky (WNBA, 2006)
- Detroit Pistons (assisterande, 2006–2009)